# 香港雪樂園

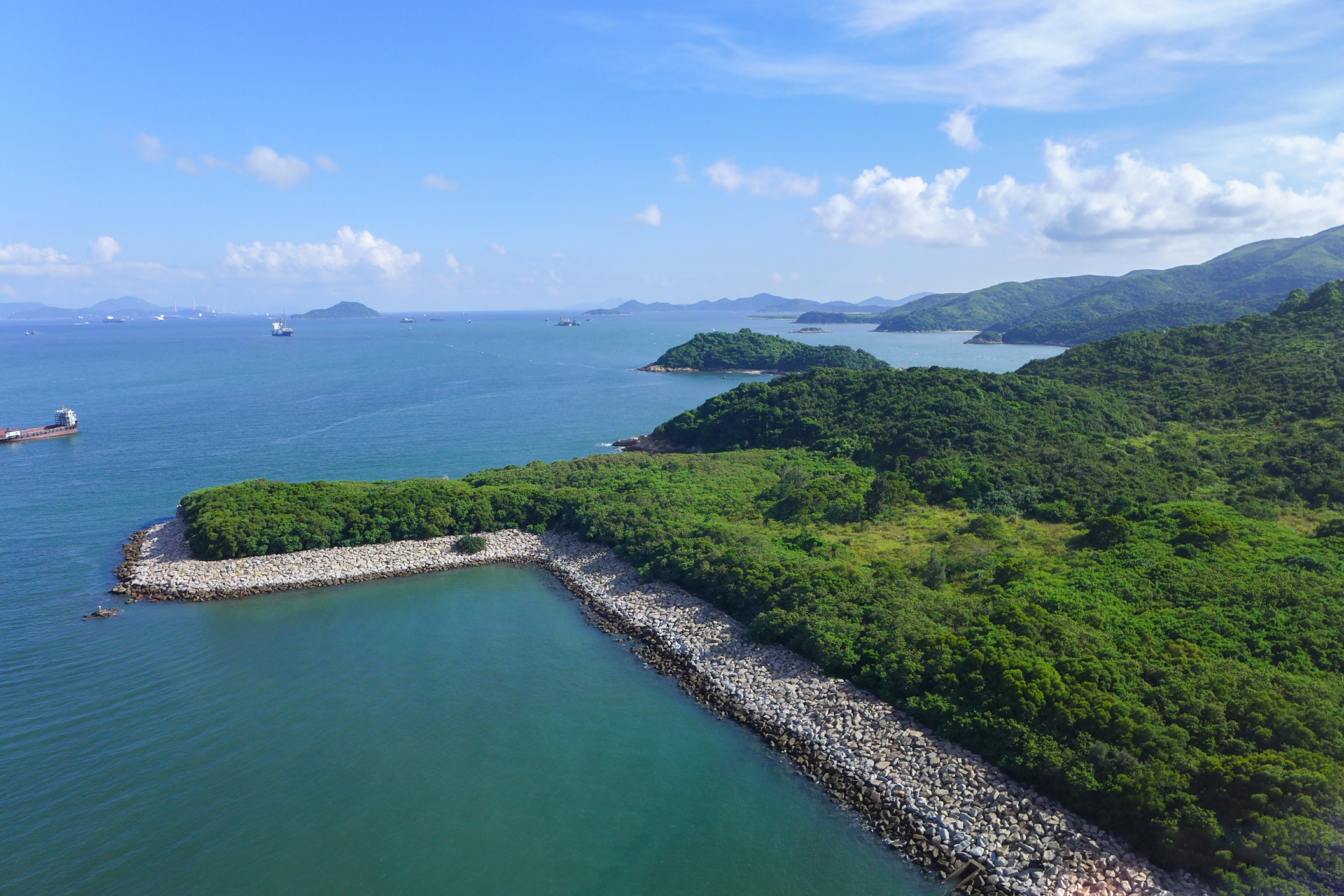
香港雪樂園選址位於馬灣南部

香港雪樂園是一個已擱置興建的香港主題公園，擬議選址為新界荃灣馬灣南旅遊用地。若落實將會是亞洲首座室內綜合滑雪及驚險體育場館，亦是東南亞首個室內滑雪場館。項目原定2003年落成，惟新地拒絕支持而被逼暫停。

## 歷史

### 香港旅客及旅遊業研究

#### 1995年
香港旅遊協會發表《香港旅客及旅遊業研究報告》，指出香港需發展新的旅遊景點及改善現有旅遊景點藉此提高香港作為旅遊目的地的吸引力和競爭力。研究根據各個旅遊發展機遇歸納出5個旅遊中樞，當中包括「青馬旅遊中樞」概念。

### 雪樂園計劃萌芽

#### 2000年
- 3月8日 — 雪樂園香港有限公司正式成立，準備於香港發展滑雪消閒設施
- 6月30日 — 雪樂園香港有限公司與新鴻基地產旗下的Ma Wan Park Limited簽署諒解備忘錄，雙方協議雪樂園香港有限公司為該項目之發展商及擁有雪樂園之各項設施、Ma Wan Park Limited則負責與政府地政總署商討撥地興建雪樂園的有關事宜
- 11月24日 — 城市規劃委員會批准雪樂園香港有限公司在馬灣南部興建一座佔地10.8公頃提供消閒、滑雪場及驚險體育的綜合性設施。項目預計於2001年年底前動土，2003年年底竣工[4]。

### 不了了之

#### 2001年
- 3月 — 新鴻基地產拒絕繼續支持而被逼暫停，雪樂園香港有限公司表示仍有興趣繼續發展

#### 2002年
- 12月 — 香港政府就馬灣南旅遊用地公開招標，要求在此地發展主題公園同時需配合附近旅遊設施及景點。評分機制總分為100分，當中地價佔35分而其餘部份則佔65分。評審分兩階段進行：首階段輪先對規劃、發展內容、交通影響、環境、基建等評估報告、管理能力及經驗、經濟及旅遊效益等非地價部份作評核，入標者須得32.5分以上及在交通影響評估得4分以上才能進入第二階段；而第二階段則以價高者得，或以政府釐定的市場價值為準[5]。

#### 2003年
- 7月 — 只有長江實業及雪樂園香港有限公司入標競投馬灣南旅遊用地，地政總署經過3個多月審議後決定拒絕接納兩份標書[6]。雪樂園計劃自此不了了之。

## 擬議設施
香港雪樂園佔地約10.8公頃，預計造價為7.8億港元。計劃中的香港雪樂園擬設下列設施：

### 室內主場館
重點項目「滑雪世界」設一個可以控制室溫的室內綜合場館，包括一條250米的滑雪道、滑雪山坡、滑雪板場、兒童雪地樂園、消閒冰上設施、模擬滑雪設施、溜冰場、雪橇場、攀石牆及餐飲和零售設施等

### 市區滑浪公園
為一個專為滑板運動而設的公園，設半管道式和充滿挑戰性不同弧度的滑板場及可供作平地滾軸溜冰用的場地

### 其他室外設施
其他室外設施包括兒童遊樂場、林蔭大道及露天茶座等